# ヤンヤン 夏の想い出
『ヤンヤン 夏の想い出』（ヤンヤン なつのおもいで、原題：一一、英題：Yi Yi: A One and a Two）は、2000年公開のエドワード・ヤン（楊徳昌）監督の映画。

## 概要
少年ヤンヤンとその姉、母、父のそれぞれの苦悩を描いていく。生と死、愛を描いた作品。2000年の第53回カンヌ国際映画祭で監督賞を受賞している。国際的に高く評価されたが、地元台湾では2017年になってようやく公開された（エドワード・ヤン監督が台湾の配給システムに不信感があり版権関係の折り合いがつかなかったためといわれる）。
日本版の予告は岩井俊二が手掛けている。
2007年、新作の製作中だったヤン監督が病気のため死去し、完成した作品としてはこれが遺作となった。

## あらすじ
台北のマンションに住む5人家族。父NJは友人とコンピュータ会社を共同経営、母ミンミンは別の会社勤め、姉ティンティンは有名女子高に通い、それに小学生のヤンヤンと母方の祖母が暮らす。その祖母が叔父の結婚式の最中に倒れて入院するが、昏睡状態のまま自宅療養になる。また、隣にリーリーという娘とその母が越してきて、リーリーとティンティンが親しくなる。
叔父の結婚式で父NJは20数年ぶりに初恋の人シェリーに再会する。彼女はシカゴ在住で、もう一度人生をやり直そうと迫られ、東京や熱海で逢瀬を重ねて二人ともその気になるが、距離が縮められず元の暮らしに戻る。
姉ティンティンにも恋が訪れる。隣のリーリーには彼氏がいたが、新しい男が出来たらしく距離が出来て、その元カレがティンティンに言い寄ってくる。ティンティンがその気になったら、元カレはリーリーとヨリを戻して、実はリーリーの母親とも付き合いがあったらしく、母親の恋人の英語教師を刺殺する事件を起こして恋は幕を閉じる。
ヤンヤンにも初恋のような出来事があって、それはいじめっ子の女子の頭目らしき水泳上手の活発少女で、ヤンヤンはただ一人恋のための冒険に取り組んでいる。やがて祖母が亡くなって葬儀の日、ヤンヤンは祖母に向かって、自らノートに書きつけた思いを朗読する。

## キャスト
※括弧内は日本語吹替。
- ウー・ニエンチェン（原康義）
- エレイン・ジン（竹村叔子）
- ジョナサン・チャン（村上想太）
- ケイ・リー（小笠原亜里沙）
- タン・ルーユン
- イッセー尾形（イッセー尾形）
- コー・スーユン（渡辺美佐）
- リン・モンジン
- スザンヌ・シャオ
- クー・ユールン
- レオン・ダイ

## 評価
- 2016年のイギリスBBC主催の投票では、世界の177人の批評家が「21世紀の偉大な映画ベスト100」の第8位に選出した[1]。